# Квинт Манлий
Квинт Манлий (на латински: Quintus Manlius) e политик на Римска република през 1 век пр.н.е. Произлиза от фамилията Манлии.
През 69 пр.н.е. той е народен трибун с колеги Квинт Корнифиций и Гай Визелий Варон. Консули тази година са Квинт Хортензий Хортал и Квинт Цецилий Метел Кретик.